# 马里奥·赖特尔
马里奥·赖特尔（德語：Mario Reiter，1970年11月5日—），奥地利男子高山滑雪运动员。他曾代表奥地利参加1998年冬季奥林匹克运动会高山滑雪比赛，获得男子全能金牌。